# Диалекты польского языка

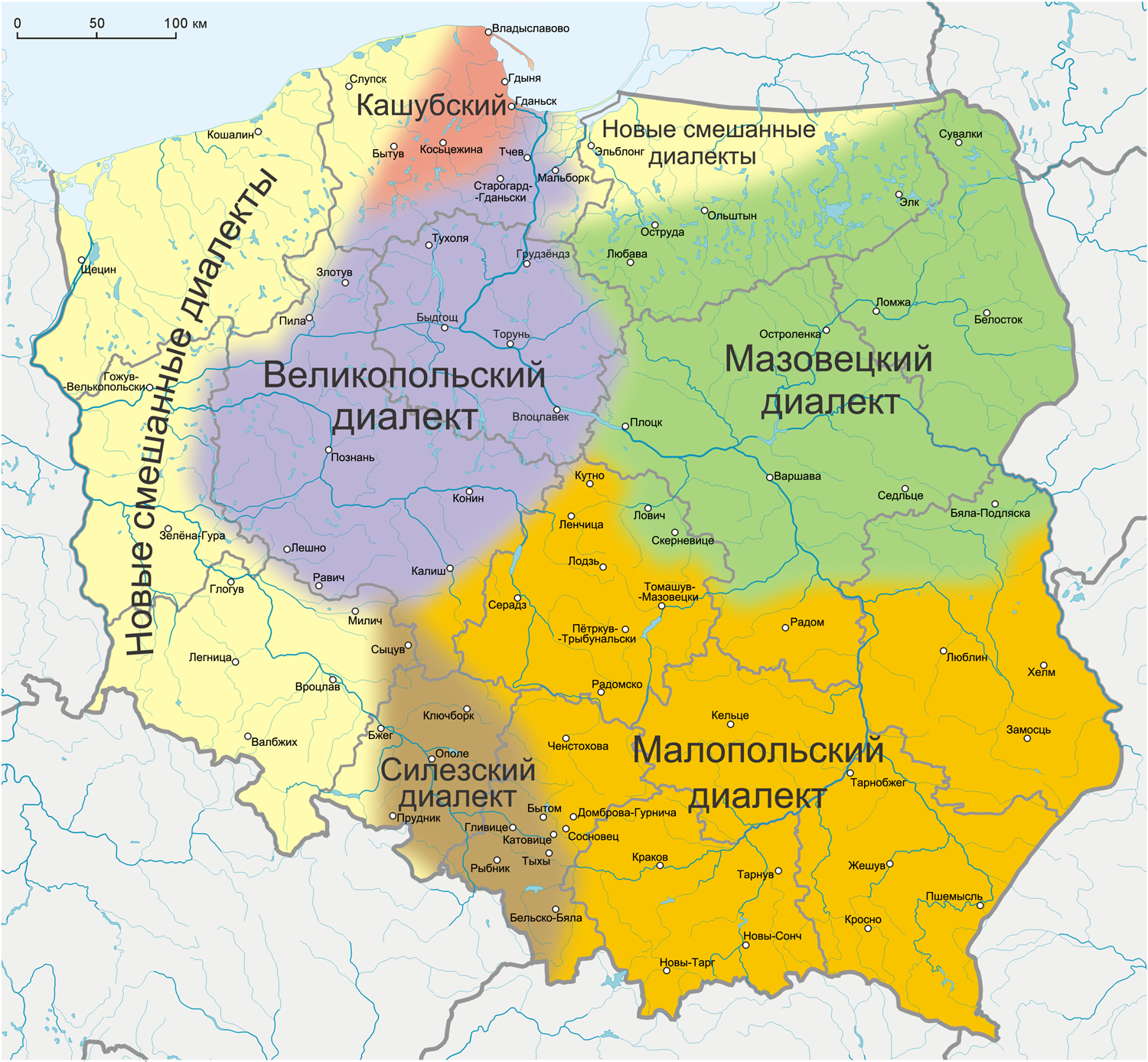
Карта, показывающая разделение польского языка на великопольский, малопольский, мазовецкий диалекты, а также новые смешанные говоры. Силезский и кашубский показаны как отдельные языки

Польский язык характеризуется существенной диалектной раздробленностью, связанной с историей польского языка и Польши.

## История изучения
Основы современной польской диалектологии были заложены в начале XX века работами К. Нича, создавшего классификацию польских диалектов.
В истории польской диалектологии выделяются две школы — Краковская (основоположник — К. Нич) и Варшавская (основоположник — В. Дорошевский).
В 1939 году польские диалектологи М. Малецкий и К. Нич выступили с инициативой создания лингвистического атласа польского языка. Планам помешала война.
После войны такой атлас всё же был создан («Mały atlas gwar polskich»). Первый его том вышел в 1957 г., последний в 1970 г.

## Классификация
Первая классификация польских диалектов была разработана К. Ничем в 1915 г. В основу классификации легли два признака: наличие или отсутствие мазурения и звонкий или глухой тип сандхи. На основании этих двух признаков К. Нич выделил четыре группы говоров:
1. великопольские,
2. некашубские говоры Поморья и Вармии, а также хелминско-добжинские говоры,
3. силезские и малопольские,
4. мазовецкие.

## Великопольский диалект

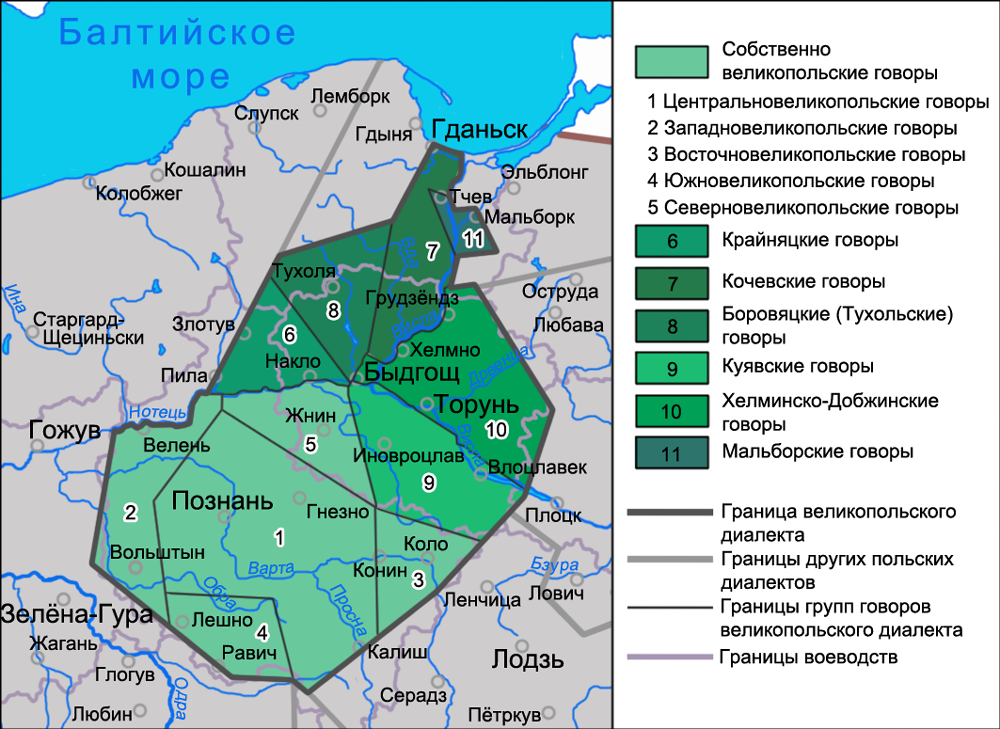
Группы говоров в составе великопольского диалекта

Великопольский диалект занимает территорию Великой Польши, Крайны, Боров Тухольских, Куяв, Хелминской и Добжинской земель, Кочевья и окрестностей Мальборка. В основу данного диалекта легло племенное наречие полян. Выделяется по отсутствию мазурения и наличию звонкого типа межсловной фонетики (сандхи). Исключение составляют некоторые западновеликопольские и южновеликопольские говоры, в которых отмечается мазурение, объясняемое их северносилезским происхождением или предполагаемым иноязычным (лужицким) субстратом, а также мальборские говоры, в которых распространена одна из разновидностей смешения рядов s, z, c, ʒ; š, ž, č, ǯ и ś, ź, ć, ʒ́ — яблонкование. Для говоров северо-восточного ареала великопольского диалекта характерен глухой тип сандхи, для хелминско-добжинских, крайняцких и боровяцких говоров при глухом типе сандхи отмечается отсутствие оглушения в сложных формах (так называемый вторичный глухой тип).
Великопольский диалект включает следующие говоры:
- Крайняцкие говоры;
- Боровяцкие говоры (говоры Боров Тухольских или тухольские говоры);
- Кочевские говоры;
- Мальборские говоры;
- Хелминско-добжинские говоры;
- Куявские говоры;
- Собственно великопольские говоры:
  - Центральновеликопольские говоры;
  - Западновеликопольские говоры;
  - Восточновеликопольские говоры;
  - Южновеликопольские говоры;
  - Северновеликопольские говоры (говоры Жнина и Шубина или палуцкие говоры).

С. Урбанчик включал помимо данных говоров в состав великопольского диалекта также мазовецкие немазуракающие говоры (любавские, острудские и варминские). На диалектологической карте К. Дейны в отличие от карты С. Урбанчика в состав великопольского диалекта включены серадзские и ленчицкие говоры, а мальборские и мазовецкие немазуракающие говоры не включены.
К. Нич выделял в великопольском диалекте следующие группы говоров:
- собственно великопольская
- куявская
- боровяцко-крайняцкая
- хелминско-добжинская

## Малопольский диалект

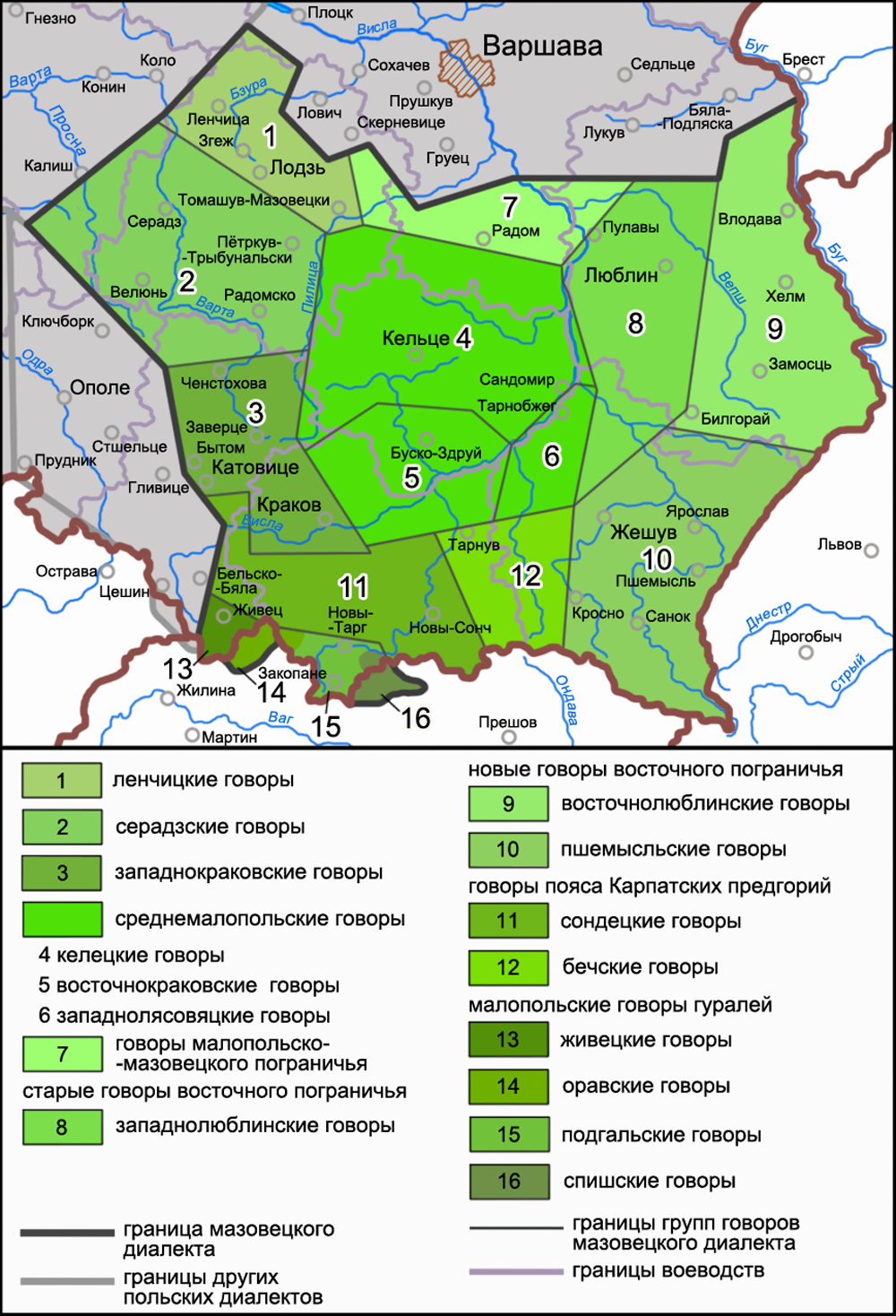
Группы говоров в составе малопольского диалекта

Малопольский диалект, занимает территорию Краковского, Жешовского, Келецкого и Люблинского воеводств. В его основу легло наречие вислян.
Делится на следующие группы говоров:
- юго-западная (Прикарпатье и Краковское воеводство)
- северо-западная
- центрально-северная (келецко-сандомерские говоры)
- восточная
- восточная (кресовые говоры)

## Мазовецкий диалект

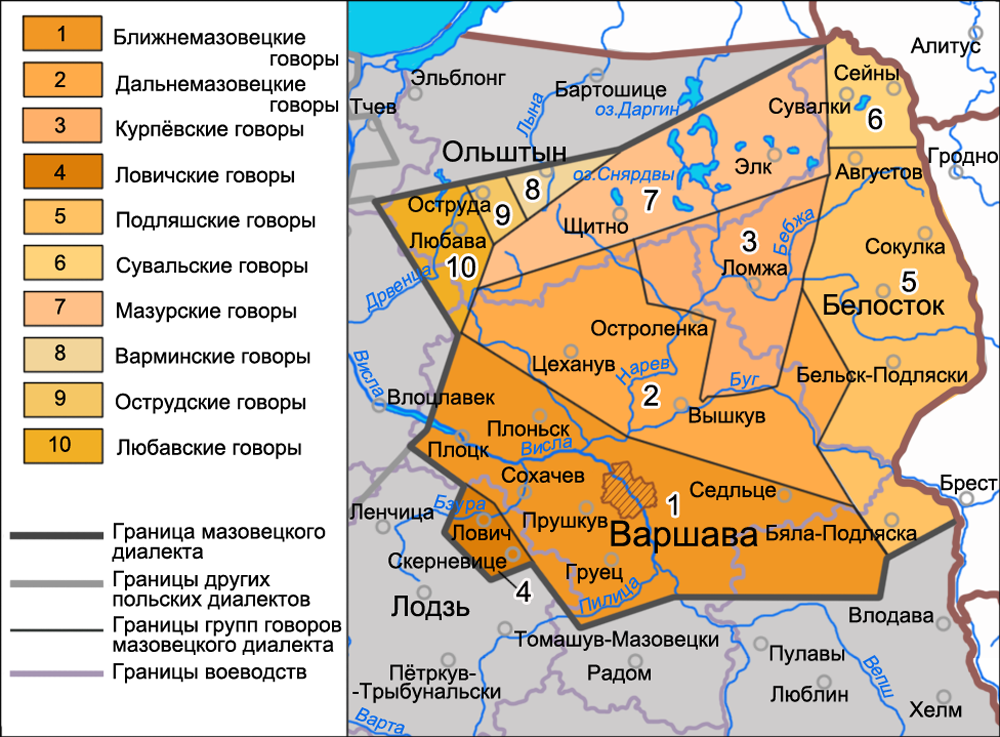
Группы говоров в составе мазовецкого диалекта

Мазовецкий диалект занимает восточную и центральную часть Польши. Он происходит от наречия племени мазовшан и сильнее, чем великопольский и малопольский диалекты, отличается от литературного языка.
Характерными чертами мазовецкого диалекта являются мазурение, глухое сандхи и асинхронная мягкость губных.
В состав мазовецкого диалекта входят следующие говоры:
- Ближнемазовецкие (ближние мазовецкие, повисленские мазовецкие) говоры;
  - Колбельские говоры;
- Дальнемазовецкие (дальние мазовецкие) говоры;
- Курпёвские говоры;
- Ловичские говоры;
- Подляшские говоры;
- Сувальские говоры;
- Мазурские говоры;
- Мазовецкие немазуракающие говоры:
  - Варминские говоры;
  - Острудские говоры;
  - Любавские говоры.

## Новые смешанные диалекты
Новые смешанные диалекты (пол. nowe dialekty mieszane) — говоры польского языка, образовавшиеся на территориях, присоединённых к Польше после 1945 г. в результате смешения говоров польских поселенцев. Территория распространения новых польских говоров — Западное Поморье, Нижняя Силезия, Восточная Пруссия, где до 1945 г. говорили по-немецки.

## Кашубский и силезский языки
Долгое время диалектами польского считались кашубский язык и силезский язык. Однако если статус кашубского получил относительное признание, относительно статуса силезского языка ведутся дискуссии, многими учёными он считается диалектом польского языка, близким к малопольскому.

## Противопоставленные диалектные различия
Польские диалекты характеризуются рядом фонетических, грамматических и лексических соотносительных явлений, которые представлены в различных вариантах в том или ином диалекте. Помимо мазурения и типа сандхи к ним относятся следующие языковые явления:

### Фонетика
Гласные
1. Произношение гласных на месте этимологических древнепольских долгих ā, ō, ē и краткого ŏ. В польских диалектах различается дифтонгическое и монофтонгическое произношение, а также разная степень сужения данных гласных:
  - Гласный на месте ā реализуется как дифтонг в собственно великопольских говорах — ou̯, ou̯, ou, åu, в крайняцких и боровяцких говорах великопольского диалекта — ou̯, åu̯, а также в говорах северной Силезии — ou̯, åu̯: ptou̯k, ptåu̯k (польск. литер. ptak «птица») и т. п. Как åu̯ произносится континуант ā в кашубских говорах: ptåu̯х при возможных также ȯ, ö, ê: ptöх, ptêх. В говорах остальной части Польши континуант ā реализуется как монофтонг. В кочевских и мальборских говорах великопольского диалекта, в любавских, дальнемазовецких, части курпёвских говоров мазовецкого диалекта, а также в поясе говоров восточной Польши, граничащих с ареалами восточнославянских языков (в сувальских и подляшских мазовецких говорах, в новопограничных восточных малопольских говорах) континуанты ā и ă совпадают, как и в литературном языке, в одном звуке a: ptak. Звук å (средний между a и o) на месте ā отмечается в мазурских и варминских говорах мазовецкого диалекта, в центральномалопольских и краковских говорах: ptåk. В говорах северо-восточной части великопольского ареала (в куявских, хелминско-добжинских и восточновеликопольских говорах), в ближнемазовецких и острудских говорах, в периферийных районах малопольского ареала (включая ленчицкие и серадзские говоры), а также в говорах южной Силезии ā сливается с этимологическим o: ptok[14][15].
  - На месте ō представлены дифтонги в говорах юго-западной части великопольского диалектного ареала — u̯ye, u̯y, в крайняцких говорах — ůye, в говорах северной Силезии — ů̯y и в кашубских говорах — u̯y: gu̯yera (литер. góra «гора»). Монофтонг на месте ō отличается узким образованием. В восточной части великопольского диалектного ареала, в северных малопольских говорах, в части говоров южной Силезии и в юго-западных мазовецких говорах на месте ō отмечается, как и в литературном языке, u: gura. В северо-восточной части великопольского диалектного ареала, в северо-восточном ареале мазовецкого диалекта, в южных малопольских говорах, в центральных и части южных силезских говоров распространено произношение ů, ó (средние между o и u): gůra, góra. В говорах Подляшья возможно совпадение континуантов ō и ŏ в звуке o: gora[16].
  - На месте ē произносятся монофтонги. В юго-западной части ареала великопольского диалекта, в южных малопольских и в силезских говорах континуантом ē является гласный y, который произносится как после твёрдого, так и после мягкого согласного: rzyka (литер. rzeka «река»), śn’yk (литер. śnieg «снег»). Звук ye (средний между e и y) на месте ē представлен на севере Польши в крайняцких, боровяцких, кочевских, мальборских и хелминско-добжинских говорах великопольского диалекта, в говорах мазовецкого диалекта, а также в некоторых говорах юга Польши (в лясовяцких говорах малопольского диалекта и в говорах окрестностей Ополе в Силезии): rzyeka, śn’yek. В куявских говорах великопольского диалекта, в северных малопольских говорах на месте ē после твёрдых и отвердевших согласных представлен гласный y, после палатализованных — гласный i: rzyka, śnik. В ряде ловичских и центральномалопольских говоров (в районах Кельце, Мехува и других городов), а также в крайне восточных мазовецких и малопольских говорах отсутствует суженный результат ē, как и в литературном языке, за исключением позиции перед палатализованным согласным: śn’ek, но kamiń (литер. kamień «камень»)[17].
  - На месте ŏ отмечаются как дифтонги, так и монофтонги. Как u̯o, u̯o, u̯e континуант краткого ŏ представлен в собственно великопольских говорах, как o͡e в крайняцких говорах великопольского диалекта и как u̯o, o͡e в говорах северной Силезии: u̯oku̯o (литер. oko «глаз»). В части куявских говоров великопольского диалекта, а также в малопольских говорах (за исключением говоров восточной Малопольши) на месте ŏ представлены u̯o или u̯o: u̯oku̯o. В говорах кашубского языка u̯o, o͡e < ŏ представлены в начальной позиции, после губных и задненёбных согласных. Дифтонгизации начальный o подвержен в говорах Мазовии (за исключением говоров северной части мазовецкого ареала), в говорах центральной Силезии, в хелминско-добжинских и части боровяцких, кочевских, куявских говоров великопольского диалекта, а также в говорах восточной Малопольши: u̯oko. Монофтонг o на месте ŏ представлен в мальборских и части кочевских говоров великопольского диалекта, в любавских, острудских, части мазурских и сувальских говоров мазовецкого диалекта, а также в говорах южной Силезии: oko[18].
2. Произношение гласных на месте этимологических древнепольских носовых.
3. Смешение или различение гласных y и i.

Согласные
1. Произношение согласного на месте древнепольского v в группах kv, sv, tv.
2. Характер ряда мягких губных.
3. Согласный на месте этимологического древнепольского х.
4. Согласный на месте этимологического древнепольского ŕ.

Ударение
Различия в типе ударения.

### Морфология
1. Различия во флексиях индикатива и императива в 1-м и 2-м лице множественного числа глаголов.
2. Наличие или отсутствие оппозиции ev/ov в дательном падеже единственного числа существительных мужского рода, прилагательных и в топонимах.
3. Морфонологический тип на -eli в формах глаголов прошедшего времени: śel’i, lel’i — śal’i, lal’i.
4. Наличие или отсутствие чередования e/o и e/a в существительных и глаголах.
5. Обобщение окончаний -égo или -ego в местоименном типе склонения прилагательных и местоимений.
6. Наличие или отсутствие оппозиции dva/dv́e.
7. Наличие или отсутствие категории мужского лица.